# 핀 트레이드
핀 트레이드(Pin Trade), 또는 핀 트레이딩(Pin Trading)는 올림픽 및 패럴림픽 기간 중 파생되는 문화 중 하나로, 참가자의 국가, 회사 등 소속 등이 담긴 핀 배지를 교환하는 문화를 말한다. 

## 역사
과거 올림픽 핀의 종류가 많지 않았으나, 핀 트레이드 문화는 1896년 아테네 올림픽부터 시작되었다. 다만 올림픽 공식 핀의 종류가 적어 크게 활성화되지는 못했으나 1936년 베를린 올림픽 당시 나치 독일이 나치를 활용하기 위한 수단으로 핀 배지를 제작하여 배포함에 따라 핀 수집 및 트레이드 문화가 활성화되었다.
올림픽의 개인 출입이 통제됨에 따라 생겨난 ID 카드의 스트랩에 핀을 거는 문화가 생겨나며, 70년대 이후에는 폭발적으로 핀의 종류가 늘었다. 1988년 서울 올림픽 당시에는 자원봉사자를 중심으로 여의도 IBC(현재의 KBS 신관) 등 장소에서 핀 트레이드가 유행하기도 했으며, 평창 동계올림픽 당시에는 코카콜라가 강릉올림픽파크 내 라이브사이트에 핀 트레이드 센터를 운영하며 많은 이들이 방문하기도 했다. 현재는 올림픽 이외에도 아시안 게임, 박람회 등에서도 핀 트레이드 문화가 이어지고 있다.

## 규칙
배지 교환에는 다음과 같은 규칙이 존재한다. 올림픽이 열리는 장 내에서는 돈으로 배지를 사고 팔 수 없으며, 가짜 배지는 취급해서는 안 된다.

## 같이 보기
- 올림픽
- 프라이드 하우스
- 올림픽 성화